# Excatedral de la Sagrada Familia (Anchorage)
La Catedral de la Sagrada Familia en Anchorage es una catedral de la Iglesia católica en los Estados Unidos. En ella se encuentra la sede del arzobispo de la arquidiócesis de Anchorage-Juneau. Se encuentra en la Ciudad de Anchorage en la estado de Alaska.

## Historia
El Viernes Santo de 1964, un terremoto con una magnitud de 9,2 devastó gran parte del centro de Alaska. El delegado apostólico del papa llegó a ver el daño, y al hacerlo vio que Anchorage sería el punto espiritual focal y crecimiento del estado. En 1966, la Santa Sede creó la arquidiócesis de Anchorage, Alaska e hizo una provincia. Hoy en día, la mayor parte de los cultos católicos de la archidiócesis de Alaska son celebrados en las parroquias de Anchorage.
En 2020 el papa Francisco suprimió canónicamente la arquidiócesis de Anchorage y la diócesis de Juneau y erigió la nueva arquidiócesis de Anchorage-Juneau con su territorio combinado. En una liturgia el 17 de septiembre de 2020, al inaugurar la nueva arquidiócesis, el nuncio apostólico en los Estados Unidos leyó la bula papal, que designó a Nuestra Señora de Guadalupe como su catedral y a la Natividad de la Santísima Virgen María en Juneau como su concatedral, quedando la Sagrada Familia como excatedral.